# Charis (Griekse mythologie)
Charis is een van de vrouwen van Hephaestos. Ze wordt vaak gezien als de personificatie van de charme. Het Griekse woord charis betekent ook charme. Zij was een van de drie Gratiën of Chariten, godinnen die schoonheid, bevalligheid en vreugde symboliseren.
Zij zou volgens Homeros Hephaestos van zijn schoonheid voorzien hebben. 